# Буон Рипозо (Пиза)
Буон Рипозо је насеље у Италији у округу Пиза, региону Тоскана.
Према процени из 2011. у насељу је живело 15 становника. Насеље се налази на надморској висини од 224 м.